# William Erskine Bartlett

William Erskine Bartlett

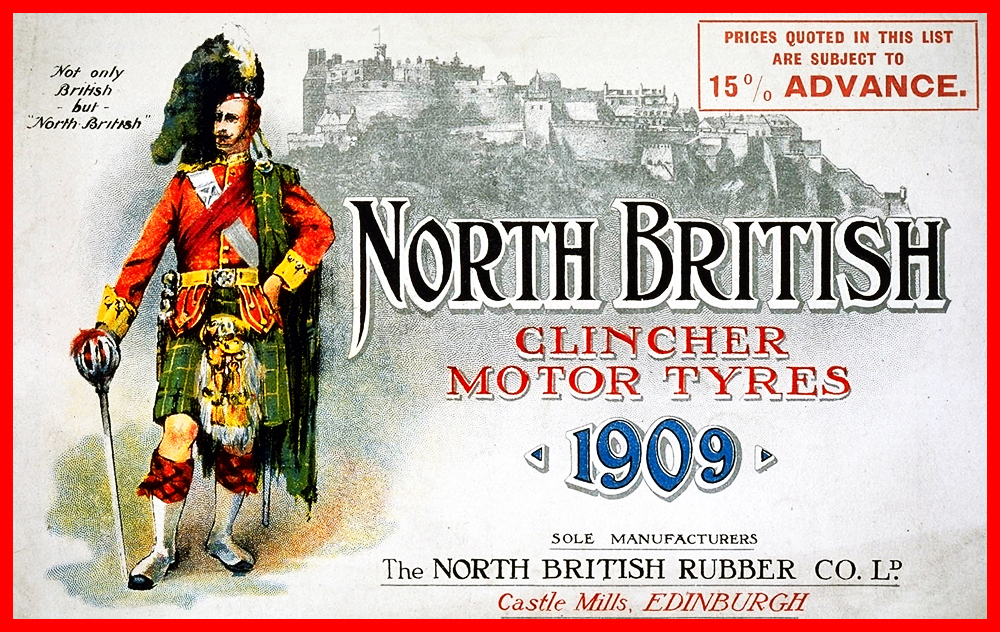
North British Rubber Company

William Erskine Bartlett (* 18. April 1830 in Springfield, Massachusetts; † um 1900) war ein amerikanisch-britischer Erfinder. 

## Leben
Bartlett wanderte 1870 von den Vereinigten Staaten nach Schottland aus. Ein erstes Patent über die Befestigung von Vollgummireifen erhielt er 1872 als stellvertretender Geschäftsführer der North British Rubber Company in Edinburgh. Im Juli 1889 entwickelte Bartlett infolge der Dunlopschen Erfindung einen demontierbaren Wulstreifen („Clincher“), der durch den Innendruck des Schlauchs auf der Felge gehalten wird. Das US-Patent auf einen Wulstreifen wurde am 18. Oktober 1890 eingetragen. Zusammen mit der Erfindung von Charles Kingston Welch (Drahtreifen), die beide von Dunlop erworben wurden, gilt dies als Voraussetzung für den heutigen Reifen.    